# Bloody Point
Der Bloody Point ist eine Landzunge im Parish Trinity Palmetto Point auf St. Kitts. Der Bloody River fließt in Richtung Bloody Point.

## Geschichte
Im Jahr 1626 töteten französische und britische Siedler am Bloody Point etwa 2000 Kalinago.